# Nikon D3000
Nikon D3000 – Następca Nikona D60 w segmencie dla amatorów. Należy do podstawowych lustrzanek cyfrowych D-SLR w formacie DX. Data premiery 2009.07.30. Produkowany do czasu pojawienia się następcy - Nikona D3100. Był to ostatni aparat Nikona z matrycą CCD. Konstrukcja oparta na Nikonie D60, wprowadzono niewiele zmian. Najważniejszymi były układ automatycznego ustawiania ostrości znany z aparatów Nikon D80 i D90 oraz większy 3-calowy wyświetlacz LCD na tylnej ściance.

## Funkcje
- Lustrzanka formatu DX z matrycą CCD o rozdzielczości 10 megapikseli
- Procesor obróbki obrazu EXPEED
- Czułość ISO w przedziale od 100 do 1600 ze skokiem 1EV, w trybie rozszerzonym ISO 3200
- Rozbudowany tryb podręcznika ułatwiający dobranie optymalnych ustawień ekspozycji oraz naukę fotografowania
- Wyświetlacz LCD o przekątnej 7,5 cm
- Autofokus z 11 polami AF, w tym centralny punkt krzyżowy
- Funkcja D-Lighting zmniejszająca kontrast między jasnymi i ciemnymi obszarami zdjęć
- Wbudowany układ usuwania kurzu. Mechanizm czyszczenia filtra dolnoprzepustowego oraz kontrola przepływu powietrza
- Współpraca z obiektywami Nikkor serii G i AF-s. W przypadku starszych obiektywów brak automatycznego ustawiania ostrości
- Wbudowana lampa błyskowa o liczbie przewodniej 12 (w trybie manualnym liczba przewodnia 13)
- Pomiar światła 420-pikselowy czujnik RGB, TTL.

Wraz z D3000 dostarczane jest oprogramowanie Nikon View NX2.